# Sergio Bizzio
Sergio Enzo Bizzio (Villa Ramallo, 3 de diciembre de 1956) es un escritor, guionista, cineasta y músico argentino. Considerado uno de los más destacados escritores contemporáneos, su séptima novela, Rabia (2004), fue elogiada por escritores como César Aira y Rodolfo Fogwill y lo consagró en el ámbito literario argentino.
Autor de dieciocho novelas, ocho libros de cuentos y seis poemarios, varios de sus textos han sido adaptados al cine en la Argentina, Brasil, España y Francia, además de haber sido traducidos a los idiomas inglés, francés, italiano, portugués, hebreo, búlgaro, holandés y alemán.

## Biografía

### Primeros años y publicaciones
Sergio Enzo Bizzio nació el 3 de diciembre del año 1956 en la ciudad de Ramallo, Argentina. Comenzó las carreras de Arquitectura y Letras, pero las abandonó para dedicarse a trabajar como artista.
En 1982, publicó su primer libro, el poemario Gran salón con piano. En la década de los noventa, publicó otros dos libros de poemas, Mínimo figurado (1990) y Paraguay (1995), además de sus primeras cinco novelas, El divino convertible (1990), Infierno Albino (1992), Son del África (1993), Más allá del bien y lentamente (1995) y Planet (1998).

### Trayectoria literaria y consagración
En el 2001, Bizzio publicó su sexta novela, En esa época, acerca del enfrentamiento entre una campaña militar y un grupo de indios y extraterrestres, que resultó ganadora del Premio Emecé de Novela. En el 2002, editó su cuarto poemario, El abanico matamoscas.
Dos años después, en el 2004, publicó su séptima novela, Rabia, que narra la historia de un obrero que comete un crimen y se refugia en la mansión donde trabaja su pareja como empleada doméstica. El texto fue elogiado por escritores como César Aira y Rodolfo Fogwill y lo consagró en el ámbito literario argentino contemporáneo. En el 2009, fue llevado al cine por el director Sebastián Cordero. En el 2023, fue adaptado al teatro por el actor Claudio Tolcachir.
En el 2006, publicó su primer libro de cuentos, Chicos, cuyo relato «Cinismo» le sirvió de inspiración a la cineasta argentina Lucía Puenzo para su película XXY (2007). En el 2007, editó su octava novela, Era el cielo, acerca de un hombre que presencia la violación de su mujer y decide no hacer nada al respecto. En el 2008, publicó el poemario Te desafío a correr como un idiota por el jardín. En el 2009, editó las novelas Realidad y Aiwa.
En la década de los años 2010, publicó las novelas El escritor comido (2010), Un amor para toda la vida (2010), Borgestein (2012), Mi vida en Huel (2016) y Diez días en Re (2017), además de los libros de cuentos En el bosque del sonambulismo sexual (2013), Dos fantasías espaciales (2014), La escultura (2018), La pirámide (2019) y La conquista, Iris y Construcción (2019). En el 2022, este último texto lo hizo ganador del Premio Nacional en la categoría de Letras.
En el 2020, publicó su séptimo libro de cuentos, Tres marcianos. En el 2021, editó su decimoséptima novela Perdidos, una crónica de indias ambientada en el siglo XVI durante la conquista española de América. En el 2022, publicó su octava colección de relatos, Bongo Fury. En el 2024, editó el libro Un lugar precioso, que reúne dos novelas breves.

### Labor como guionista, cineasta y músico
Bizzio colaboró como guionista en películas como Chicos ricos (2000), dirigida por Mariano Galperin, y Adiós, querida Luna (2004), de Fernando Spiner. Como cineasta, dirigió el telefilme El disfraz (2004) y los largometrajes Animalada (2001, que obtuvo el Premio Guion del Instituto Nacional de Cine del año 2000 y el Premio Mejor Película Extranjera en el Latin American Festival of New York del 2002) y No fumar es un vicio como cualquier otro (2005). Su relato «Cinismo» sirvió de inspiración para la película XXY, de Lucía Puenzo, quien es su pareja.
Además de literatura y cine, Bizzio ha grabado música en el grupo Súper Siempre.

## Obra

### Novela
- El divino convertible (1990, Catálogos)
- Infierno Albino (1992, Sudamericana)
- Son del África (1993, Editorial Fondo de Cultura Económica, colección Travesías)
- Más allá del bien y lentamente (1995, Sudamericana)
- Planet (1998, Sudamericana)
- En esa época (2001, Emecé)
- Rabia (2004, Interzona)
- El día feliz de Charlie Feiling (2006, Beatriz Viterbo, en colaboración con Daniel Guebel)
- Era el cielo (2007, Interzona)
- Realidad (2009, Mondadori)
- Aiwa (2009, Mansalva)
- El escritor comido (2010, Mansalva)
- Un amor para toda la vida (2011, Mansalva)
- Borgestein (2012, Mondadori)
- Mi vida en Huel (2016, Random House)
- Diez días en Re (2017, Random House)
- Perdidos (2021, Interzona)
- Un lugar precioso (2024, Random House)
- Sabemos lo que pasa por las noches, caracol (2024, Interzona)

### Cuento
- Chicos (2006, Interzona)
- En el bosque del sonambulismo sexual (2013, Mansalva)
- Dos fantasías espaciales (2014, Mansalva)
- La escultura (2018, Iván Rosado)
- La pirámide (2019, Blatt & Ríos)
- La conquista, Iris y Construcción (2019, Random House)
- Tres marcianos (2020, Interzona)
- Bongo Fury (2022, Random House)

### Poesía
- Gran salón con piano (1980, Salido)
- Mínimo figurado (1990, Último Reino)
- Paraguay (1995, Mickey Mickerano)
- El abanico matamoscas (2002, Belleza & Felicidad)
- El genio argentino (2005, Eloísa Cartonera)
- Te desafío a correr como un idiota por el jardín (2008, Mansalva)

### Teatro
- Dos obras ordinarias (1994, Beatriz Viterbo, en colaboración con Daniel Guebel)
- Gravedad (1996, Beatriz Viterbo)

### Dibujos
- Dibujos en colaboración con Mondongo (2020, Galería de Arte Barro)

## Filmografía

### Dirección
- 2000: Animalada
- 2005: No fumar es un vicio como cualquier otro
- 2005: El disfraz (mediometraje)
- 2013: Bomba

### Guion
- 2000: Animalada
- 2000: Chicos ricos
- 2003: Adiós, querida Luna
- 2005: El disfraz (mediometraje)
- 2005: El regreso de Peter Cascada
- 2005: No fumar es un vicio como cualquier otro
- 2007: XXY

### Actuación
- 2003: Planeta Bizzio (entrevistado)
- 2004: Dirigido por... (entrevistado)

### Producción
- 2001: Animalada

## Discografía

### Súper Siempre
- 2009: Juicio al perro

## Premios
- 2001: Premio Emecé de Novela por En esa época[11]
- 2022: Premio Nacional en la categoría «Letras» por La conquista, Iris y Construcción[15]
- 2024: Premio Konex en la categoría Letras, Cuento, Quinquenio 2014-2018[21]